# Finlands politik
Finlands politik präglas av att Finland är en republik med ett parlamentariskt system. Makten delas mellan den verkställande makten hos Finlands president och regering (statsrådet), den lagstiftande makten hos Finlands riksdag och den dömande makten hos oberoende domstolar.
Finland har en tradition av majoritetsregeringar uppbyggda av två av de tre stora partierna Finlands socialdemokratiska parti, Centern i Finland och Samlingspartiet samt några av de mindre partierna. Denna konstellation tenderar att leda till konsensuslösningar och nedtonade konflikter. Oppositionens roll är otacksam, då regeringen i allmänhet har en relativt bred majoritet bakom sig.

## Det självstyrda Åland
Genom den finländska självstyrelselagen har Åland en viss grad av självstyre inom Finland. Ålands politiska status gör att Åland har ett eget parlament med lagstiftningsbehörighet inom vissa områden, inom dessa områden gäller inte finländsk lag. Det åländska parlamentet utser en regering som styr över den åländska landskapsförvaltningen. Åland är även en demilitariserad och neutraliserad zon.
Åland har egna politiska partier och valsystemet på Åland skiljer sig från Finland.
De delar av den offentliga förvaltningen som ligger under statens behörighetsområde sköts på Åland av Statens ämbetsverk på Åland som leds av Ålands landshövding. Landshövdingens uppgift är att verka för gott samarbete mellan Åland och finländska staten.

## Under efterkrigstiden
Efter krigsnederlaget i fortsättningskriget bröt Finland med den tidigare utrikespolitiken. Utformad av president Juho Kusti Paasikivi innebar denna att Finland skulle eftersträva förtroendefulla relationer med Sovjetunionen. Den dominerande politikern under denna tid var dock Paasikivis efterträdare Urho Kekkonen som efter att ha varit statsminister i flera omgångar innehade presidentämbetet från 1956 till 1982.
Finlands ekonomi utvecklades starkt under hela efterkrigstiden och precis som i andra utvecklade länder växte industrin på bekostnad av lantbruket. Många finländare valde att flytta till Sverige för att hitta ett arbete.